# Korsvejens Sogn
Korsvejens Sogn er et sogn i Amagerland Provsti (Københavns Stift). Sognet ligger i Tårnby Kommune; indtil Kommunalreformen i 1970 lå det i Sokkelund Herred (Københavns Amt). I Korsvejens Sogn ligger Korsvejskirken.